# Maxentius

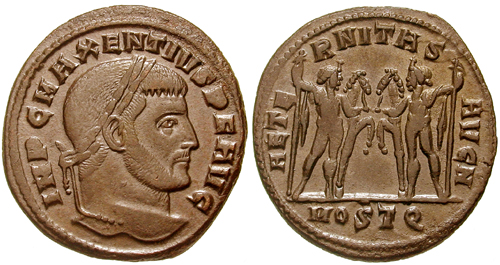
Munt met het portret van Maxentius

Marcus Aurelius Valerius Maxentius (ca. 278 - 28 oktober 312) was een Romeins keizer van 28 oktober 306 tot 28 oktober 312. Hij wordt een usurpator genoemd, aangezien hij geen recht had op de titel en niet door de andere keizers erkend werd.

## Aspiraties
Maxentius was de zoon van keizer Maximianus en diens vrouw Eutropia. Als zoon van een keizer leek Maxentius voorbestemd om het zelf ook te worden, net als Constantijn. Zijn schoonvader keizer Galerius had echter een hekel aan Maxentius en zette Diocletianus onder druk om te zorgen dat Maxentius geen Caesar zou worden. Maxentius kreeg die titel ook nooit, maar wel werd hij senator.

## Tegenkeizer

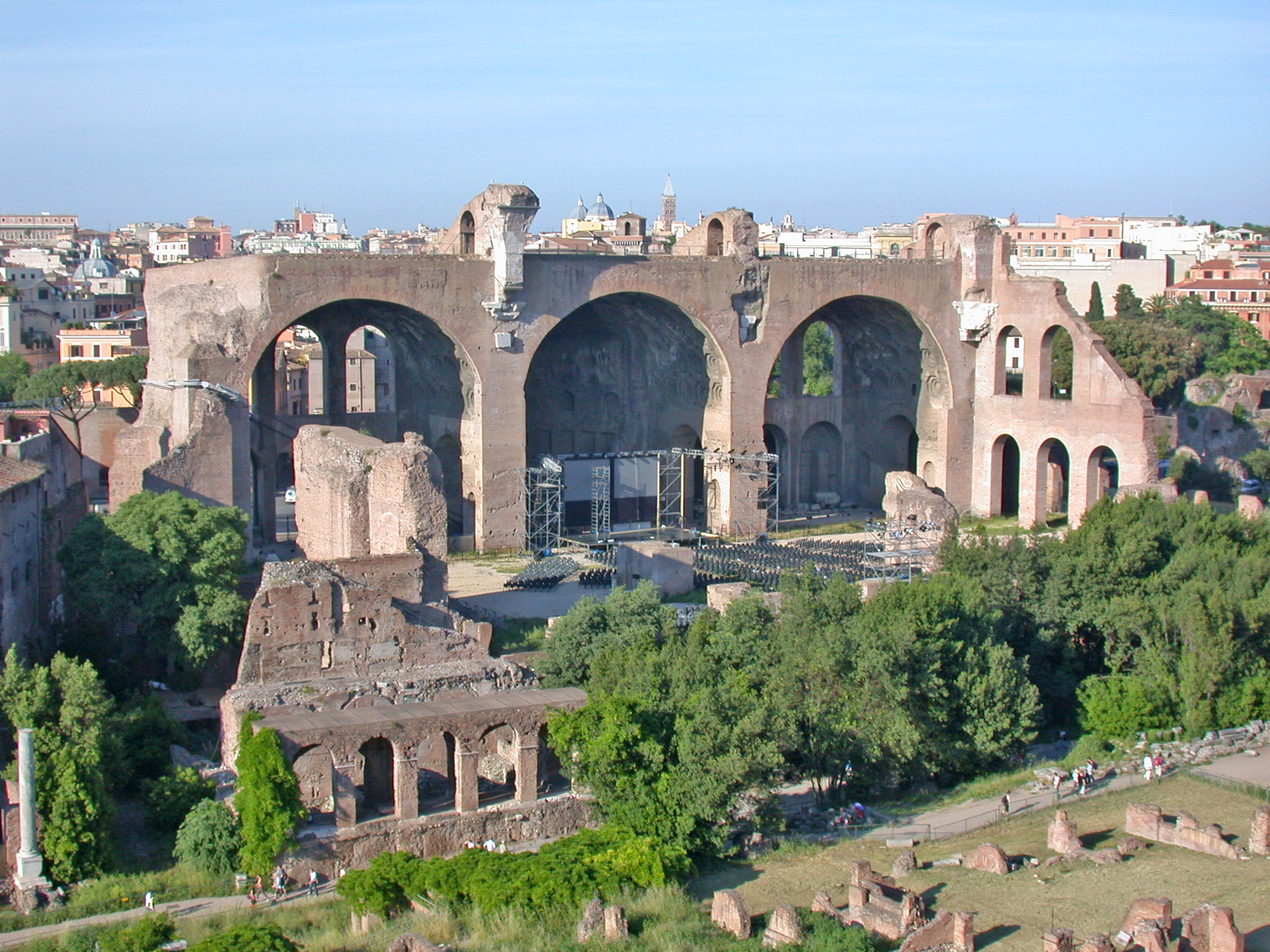
De Basilica Maxentii.

Constantijns vader Constantius kon zich onder augustus Maximianus opwerken van pretoriaanse prefect tot caesar en augustus. Constantius nam afscheid van Constantijns moeder Helena om met Maximianus' dochter Theodora te trouwen. Later trouwde Constantijn zelf met een dochter van Maximianus, Fausta. Constantijn had de carrière van zijn vader en dus van hemzelf volledig aan Maximianus te danken.
Toen Constantijn de Grote na de dood van zijn vader Constantius I Chlorus in 306 Caesar werd, gingen er in Rome al snel geruchten dat hij de pretoriaanse garde wilde opheffen als hij terug was. De leiding van de garde bood daarom aan Maxentius het keizerschap aan. Maxentius accepteerde en werd op 28 oktober door de garde benoemd. Maxentius noemde zichzelf echter niet Augustus, maar princeps, om zo zijn collega-keizers niet te veel uit te dagen. Datzelfde jaar begon hij aan de basilica Maxentii, later meer bekend als de Basilica Constantini, die door Constantijn de Grote voltooid zou worden. Het maakte onderdeel uit van een groot bouwprogramma. Langs de Via Appia bouwde hij een paardenrenbaan en tussen het Forum Romanum en het Colosseum werd de tempel voor de godinnen Venus en Roma opgeknapt.
Het gebied onder zijn controle bestond uit Italië, Africa, Corsica en Sardinië.

## Severus en Galerius proberen Maxentius af te zetten
Maxentius' politiek van niet uitdagen werkte niet. In 307 stuurde Galerius zijn medekeizer Severus II naar Italië om af te rekenen met Maxentius. Deze kocht echter de troepen van Severus om en zijn vader Maximianus nam Severus gevangen. Maxentius executeerde hem halverwege 307. Hierna begon Maxentius zich Augustus te noemen. In datzelfde jaar was er een brand te Rome die de tempel van Venus en Roma verwoestte. Maxentius restaureerde hierop de tempel, als teken van zijn "heidense" geloof, hoewel hij de christenen gedoogde in zijn rijk. Vooral de god Mars genoot zijn voorkeur, daar deze vaak geassocieerd werd met zijn vader Maximianus. Door de christenvervolgingen onder Diocletianus waren er onrusten in de kerk en verbande Maxentius paus Marcellus I en paus Eusebius.
Om Severus te wreken viel Galerius later in 307 Italië binnen. Hij belegerde Interamna, het huidige Terni, maar zijn leger was niet groot genoeg om de stad in te kunnen nemen. Onderhandelingen met Maxentius liepen spaak toen Galerius ontdekte dat Maxentius zijn troepen probeerde om te kopen. Galerius vertrouwde hem niet en trok zijn leger terug.

## Maximianus probeert Maxentius af te zetten
Naast de invasies van Severus en Galerius had Maxentius nog het probleem van zijn vader. 
Al snel (in of na 306) had Maxentius, om enige legitimiteit als princeps te verwerven, zijn vader (Maximianus) gedwongen om medekeizer te worden.
Maximianus deed echter tussen 308 en 310 verscheidene pogingen om zoon Maxentius af te zetten. Eerst probeerde hij dat eigenhandig, en toen dat mislukte probeerde hij Constantijn daartoe over te halen. Toen ook dat niet lukte deed hij een poging om Diocletianus over te halen weer keizer te worden. Maximianus was gefrustreerd van al dit falen en vertrok weer naar Gallia, waar hij Constantijn nog probeerde te vermoorden, maar toen ook dit mislukte pleegde hij zelfmoord.
Maxentius' niet al te stevige machtspositie werd verder ondermijnd door een opstand van de vicarius van Africa, Domitius Alexander, in 308. Een jaar later was deze verslagen, maar Rome kreeg in de tussentijd een ernstig tekort aan graan. 

## Strijd met Constantijn, het einde
In het begin van 312 trok Constantijn Italië binnen om Maxentius af te zetten. Het netwerk van Maxentius was militair minder sterk dan dat van Constantijn, maar telde wel een paar honderd senatoren, multimiljonairs. Op 28 oktober kwam het voor de poorten van Rome tot de Slag bij de Milvische Brug, die door Constantijn werd gewonnen. Waarom Maxentius het niet op een beleg door Constantijn van het machtige Rome aan liet komen, is niet bekend; waarschijnlijk hadden zijn priesters gunstige voortekens waargenomen voor deze dag, waarop Maxentius de zesde verjaardag van zijn aantreden als keizer vierde; of vreesde hij verraad binnen de stad. Na de slag sloeg Maxentius met zijn leger op de vlucht. In de verwarring viel hij in het water van de Tiber en verdronk. Zijn hoofd werd op een speer de stad rondgedragen.
Eusebius heeft in 339 een uiterst negatief beeld van Maxentius geschetst in zijn Leven van Constantijn. Eusebius, Constantijns officiële biograaf, heeft de 'tiran' en 'rebel' Maxentius van verschillende wandaden beschuldigd, ontleend aan Constantijns propaganda: seksuele vergrijpen, iemand die tot zelfmoord werd gedreven, bloedbaden, moord op zwangere vrouwen en magische praktijken.

## Huwelijk en kinderen
Hij trouwde met Valeria Maximilla, de dochter van keizer Galerius. Ze hadden twee zoons, waarvan de oudste, Valerius Romulus, de enige is van wie de naam bekend is. Toen deze in 309 op veertienjarige leeftijd overleed, werd hij gecremeerd en de as geplaatst in een mausoleum in de Villa van Maxentius aan de Via Appia.

## Scepters ontdekt
In december 2006 zijn op de Palatijn te Rome vlak bij de ingang van het Forum Romanum vier houten kistjes gevonden, met daarin de resten van, naar men aanneemt, de scepters en ceremoniële lansen van Maxentius.  Dit is een unieke vondst: er zijn geen andere scepters overgeleverd van Romeinse keizers. Bekend is dat Constantijn het lijk van Maxentius in zijn triomftocht door Rome mee heeft laten "paraderen". Men veronderstelt dat de medestanders van Maxentius rond de verloren Slag bij de Milvische Brug zijn scepters hebben begraven.